# Sonagazi
Sonagazi es un subdistrito (upazila) del distrito (zila) de Feni, de la región de Chittagong, en Bangladés, con una población censada en marzo de 2011 de 262 547 habitantes.
Se encuentra ubicado al sureste del país, cerca de la frontera con la India y de la costa del golfo de Bengala.